# 北方妇女儿童出版社
北方妇女儿童出版社是中华人民共和国的一家出版社，成立于1984年9月，社址位于吉林省长春市。主要出版妇女儿童读物。北方妇女儿童出版社有限责任公司是吉林出版集团的子公司。